# جوزة الطيب العطر
جوز الطيب أو جوز الطيب العطري أو بَسباسَة أو جَوز بُوا (الاسم العلمي: Myristica fragrans) هي نوع نباتي يتبع جنس جوزة الطيب من الفصيلة الطيبية.

## الاستعمال الغذائي
و هي شجرة ارتفاعها حوالي عشرة أمتار، دائمة الخضرة، ولها ثمار شبيهة بالكمثرى، وعند نضجها يتحول ثمارها إلى غلاف صلب، وهذه الثمرة هي ما يعرف بجوزة الطيب، ويتم زراعتها في المناطق الاستوائية وفي الهند، إندونيسيا وسيلان.
و هي نبات يتبع الفصيلة البسباسية، وقد عرفه العرب واستعملوا بذوره، وتتميز أشجاره بالأوراق المتبادلة كاملة الحافة، بيضاء الأسطح السفلي، أما الأزهار فهي بيضاء صغيرة في مجموعات خيمية، والثمار لحمية تفتح بمصراعين أو أربعة.

## المعلومات الغذائية
تحتوي كل ملعقة كبيرة من بهارات جوزة الطيب (7غ)، بحسب وزارة الزراعة الأميركية على المعلومات الغذائية التالية :
- السعرات الحرارية: 37
- الدهون: 2.54
- الدهون المشبعة: 1.81
- الكاربوهيدرات: 3.45
- الألياف: 1.5
- البروتينات: 0.41
- الكولسترول: 0

## الزيوت الأساسية

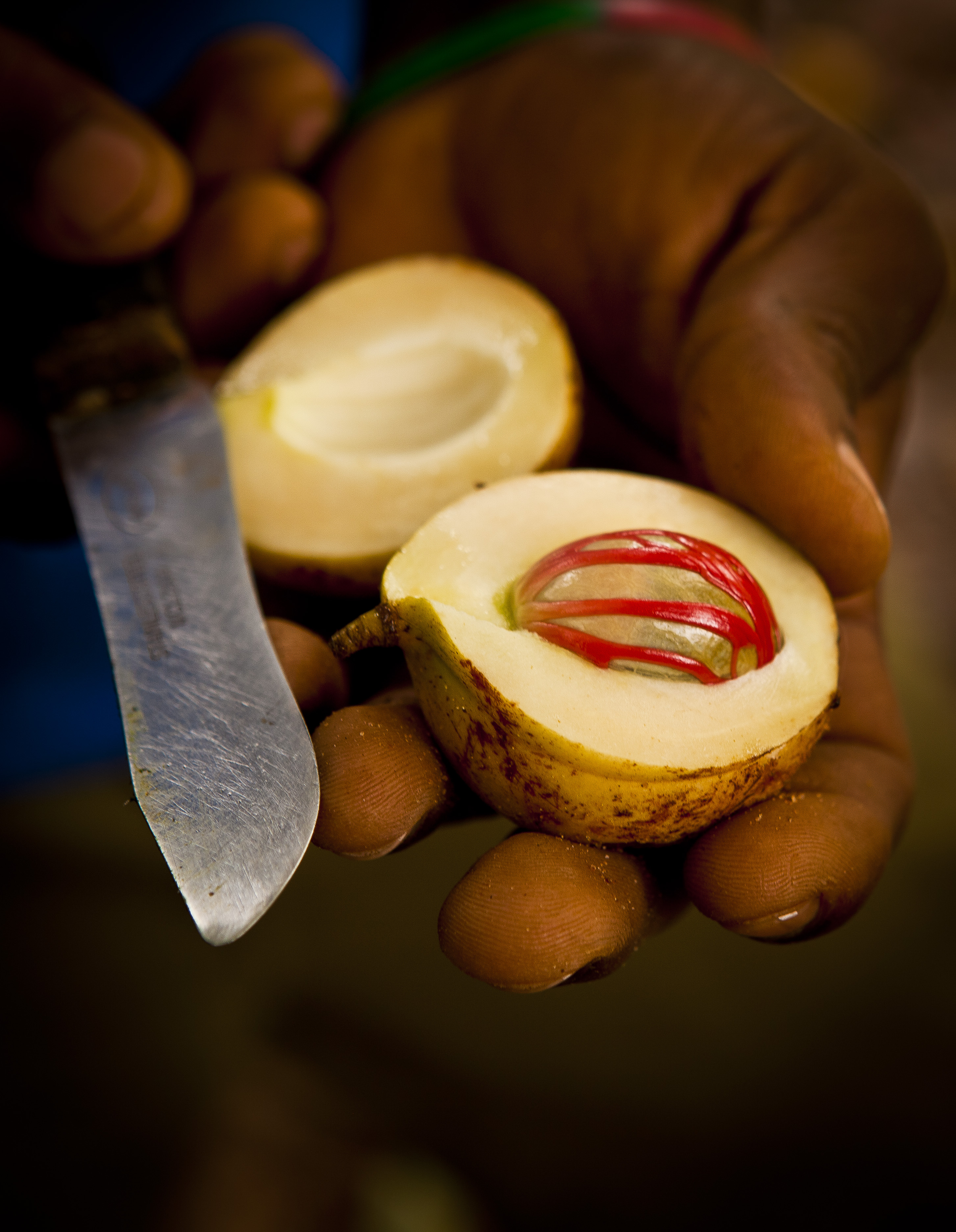
ثمرة جوزة الطيب.

يحتوي جوز الطيب على زيت طيار يشمل البورنيول والأوجينول ودهن صلب ونشا. المستعمل منها نواة الجوزة تستعمل كما هي أو مطحونة ويستخلص منها زيت عطري.

## الإنتاج العالمي
تُلقّب ثمرة جوزة الطيب بلقب أميرة الأشجار الاستوائية، وإن مبعث هذه التسمية أن هذه الثمرة لها جنسان، مذكر ومؤنث، وإن نبتة واحدة من الجنس المذكر كافية لإخصاب عدد كبير من الجنس المؤنث.
وتنمو شجرة الطيب في المناطق الاستوائية، ويبلغ ارتفاعها حوالي عشرة أمتار، وهي تشبه أشجار الأجاص. ويبدأ جني جوزة الطيب بقطع القشرة الإضافية وغمرها في ماء مالح، ثم تجفيفها، وهكذا تبقى محتفظة بصفاتها المعطرة لتباع في الأسواق كإحدى التوابل، كما تدخل في تركيب بعض الأدوية والمشروبات التي تساعد على هضم الطعام. أما الجوزة، فإنها تعرض لحرارة خفيفة لتجف ببطء، وبعد شهرين تقريبا تستخرج من قشرتها ويضاف إليها الكلس الناعم لحفظها من التعفن والحشرات.
أما الجوز التجاري فهو يؤخذ من النوع الرمادي الذي يطلى بالكلس فيبدو شكله الخارجي أجعد وأشبه بالدماغ، وهو يحتوي على النشا والمواد الزلالية، وعلى الزيت الكثيف العطري الذي يمنحه رائحته الخاصة، وطعمه الحاد الذيذ. وتباع جوزة الطيب على شكل مسحوق معبأ في أنابيب صغيرة، أو أكياس، ويفضّل أن تشترى كاملة وليس مطحونة، وأن تحفظ في وعاء زجاجي محكم الإغلاق، لاستعمالها أولا بأول.

## الإدمان والسمّية
يستحصل على ثمار جوزة الطيب من نبات (باللاتينية: myristica fragrans)، وتعتبر هذه الثمار من التوابل الشائعة الاستعمال في أغلب دول العالم، وقد استخدمت هذه الثمار لقرون عديدة كمواد مهلوسة في أماكن متعددة من جنوب آسيا، وثمر جوزة الطيب بيضية الشكل صغيرة، ويستخدمها المتعاطي وذلك بوضع فصين منها في الفم واستحلابها وتسبب جوزة الطيب بجرعات صغيرة تأثيرا منشطا، أما إذا أعطيت بجرعات كبيرة (15- 20 جم) فأنها تسبب حدوث هلوسة. وأهم المواد الفعالة في جوزة الطيب مركب المريستيسين (باللاتينية: Myristicin) الذي يسبب النشوة والهلوسات اللمسية والبصرية، ويشبه تأثير هذا المركب تأثير كل من الأمفيتامين والمسكالين.
وتأثيرها مماثل لتأثير الحشيش، وفي حالة تناول جرعات زائدة يصاب المرء بطنين في الأذن / إمساك شديد / إعاقة تبول / قلق / توتر / هبوط في الجهاز العصبي المركزي قد يؤدي إلى الوفاة.
فجوزة الطيب من المواد المسكرة، وتناولها حرام عند عامة الفقهاء، وقد أجاز بعض الفقهاء إدخال قليل منها في البهارات ما دام هذه القليل لم يدخل في حد الإسكار لقلته، وأكثر الفقهاء على المنع منها مطلقا، للحديث الشريف: (ما أسكر كثيره فقليله حرام).

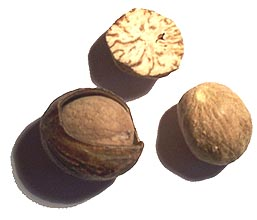
بذور جوزة الطيب

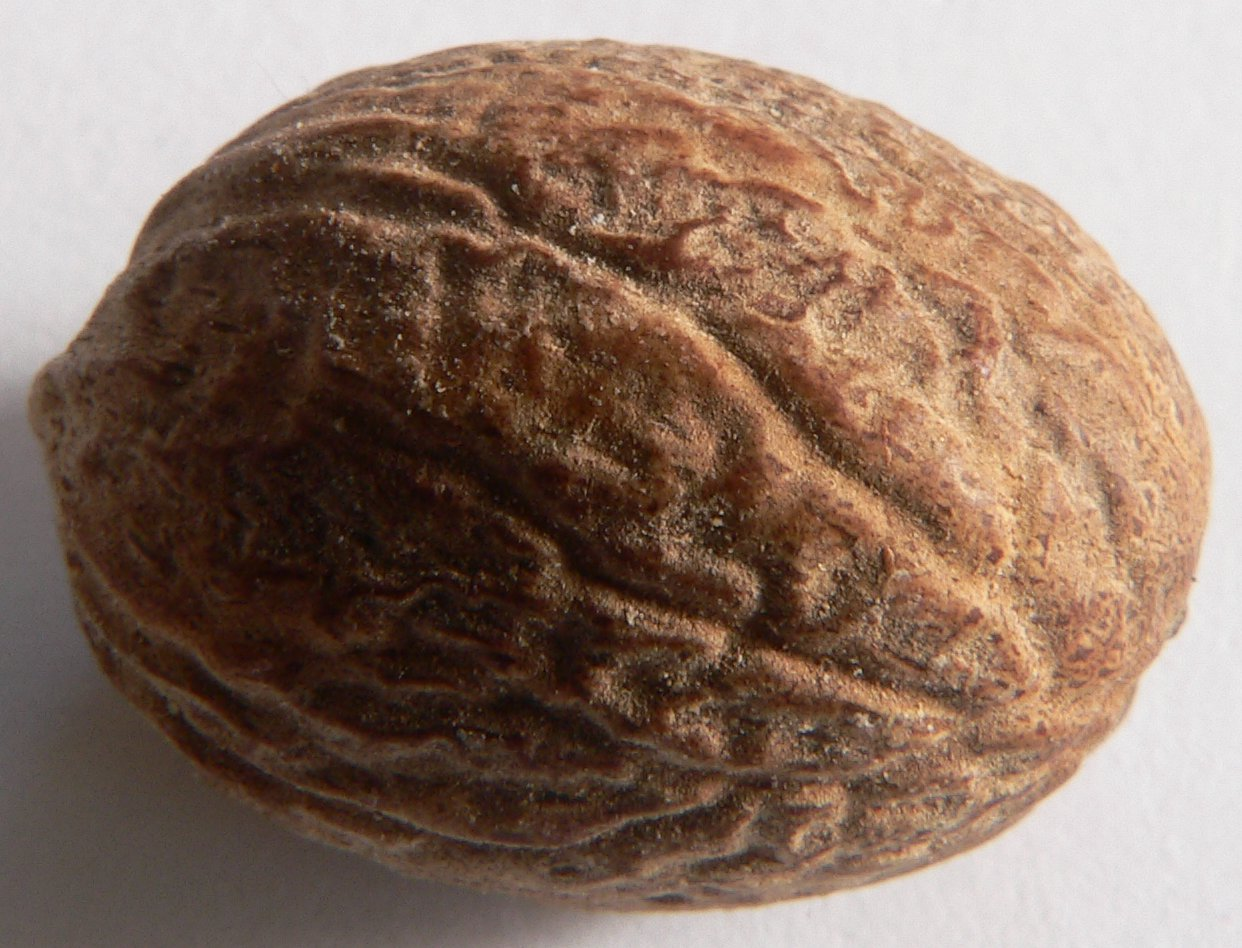
جوزة الطيب

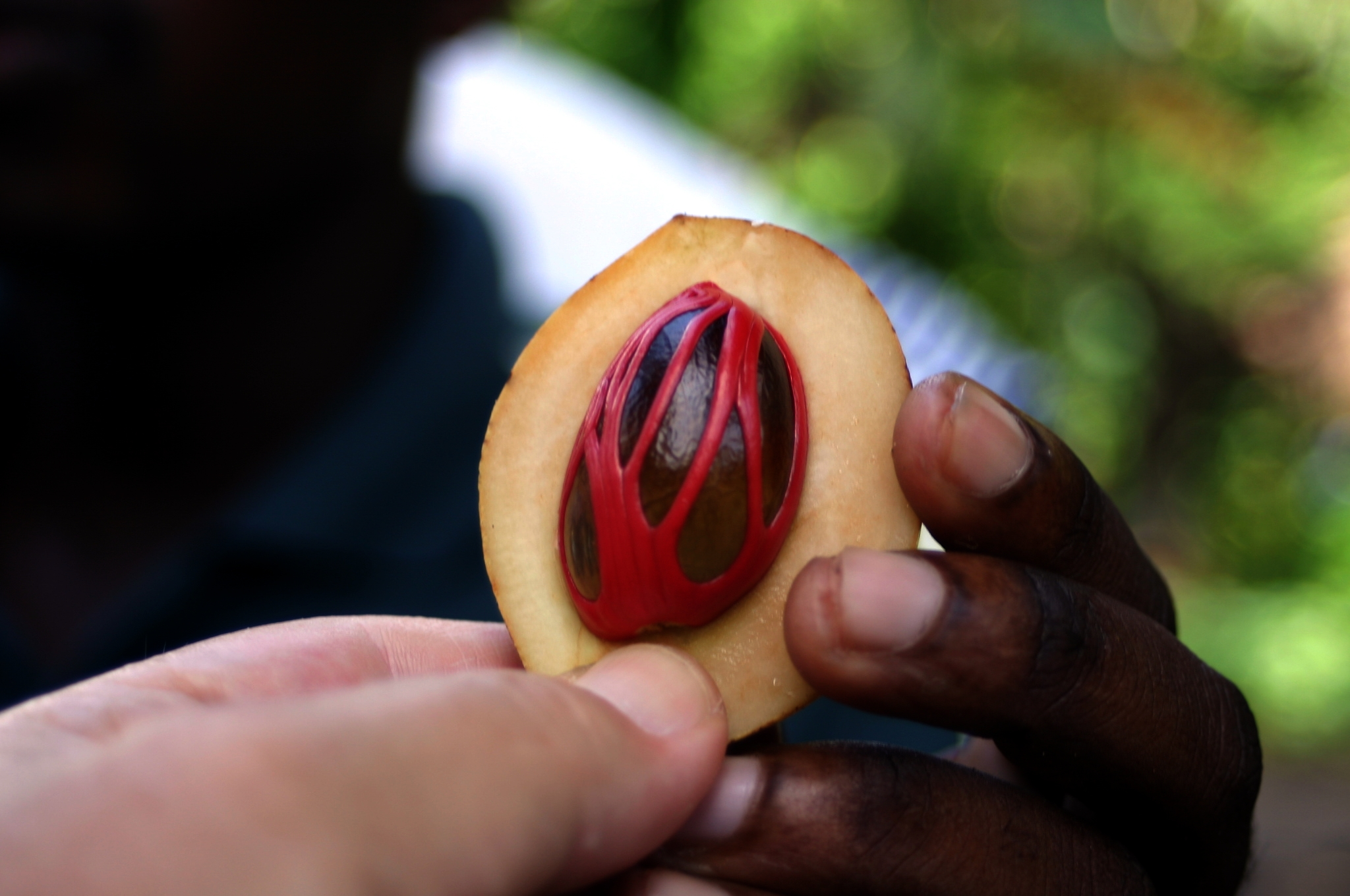
ثمرة جوزة الطيب